# Sadako will leben
Sadako will leben ist das erfolgreichste Buch des österreichischen Schriftstellers Karl Bruckner. Es erschien im Jahre 1961 und wurde seither in 70 Sprachen übersetzt und über 2 Millionen Mal verkauft. Das Buch wurde und wird weltweit in Schulen zur Friedenserziehung eingesetzt.

## Handlung
Die Hauptfigur Sadako Sasaki erlebt mit vier Jahren den Abwurf der Atombombe auf Hiroshima mit. Als Vierzehnjährige wird sie als Folge davon strahlenkrank. 
Sadako glaubt durch das Falten von 1000 Kranichen aus goldenem Papier ihre Gesundheit wiederzuerlangen, denn in der japanischen Tradition steht der Kranich für Gesundheit und Frieden. Sadako kämpft um ihr Leben, doch nach der Vollendung des 990. Kranichs stirbt sie.